# Gerda Maria Terno
Gerda Maria Terno (* 10. Juli 1909 in Berlin; † 31. August 1995 in Düsseldorf) war eine deutsche Schauspielerin und Synchronsprecherin.

## Leben

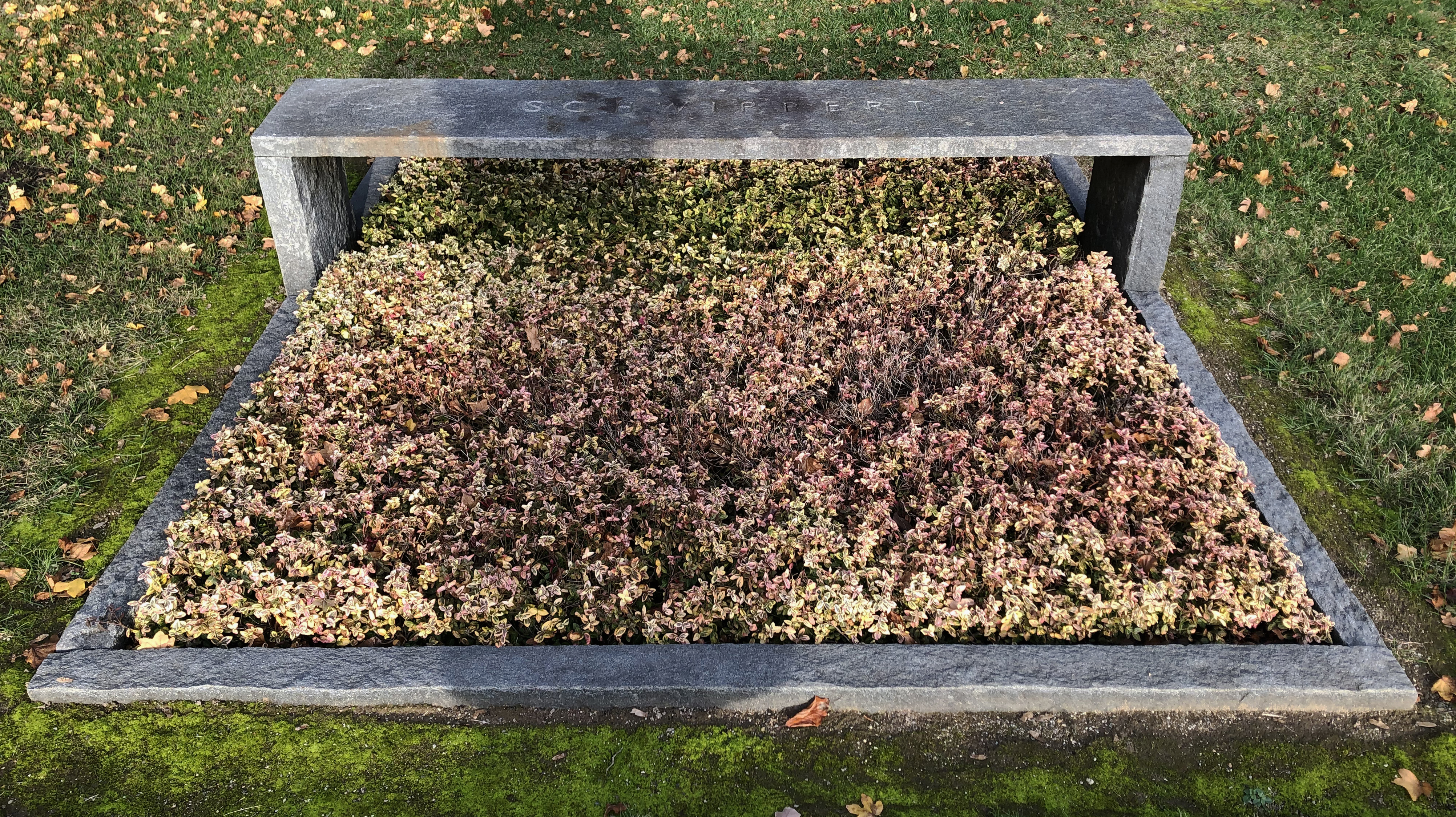
Grabstätte Hans Schwippert und Gerda Maria Terno (2020)

Die Tochter eines Rektors begann ihre Karriere 1929 am Stadttheater Osnabrück. Von 1933 bis 1935 spielte sie am Stadttheater Aachen und von 1935 bis 1937 an den Städtischen Bühnen Köln. Von 1937 bis Kriegsende agierte sie in Berlin am Theater der Jugend und am Schillertheater.
1938 erhielt sie ihre ersten Filmrollen. Zweimal, nämlich in Der Florentiner Hut und Paradies der Junggesellen stand sie als Nebendarstellerin gemeinsam mit Heinz Rühmann vor der Kamera. Nach Kriegsende wirkte sie 1949 in ihrem letzten Film Derby mit.
Terno arbeitete dann bis Mitte der 50er Jahre als Synchronsprecherin und lieh ihre Stimme unter anderem Deborah Kerr, Janet Leigh und Gene Tierney. Sie gastierte auch noch einige Zeit auf Bühnen in Heidelberg und Aachen.
Gerda Maria Terno war die zweite Ehefrau des Architekten Hans Schwippert (Schreibweise in Literatur zu Hans Schwippert vorzugsweise: Gerdamaria Schwippert, seltener Gerdamaria Terno). Sie wurde auf dem Düsseldorfer Nordfriedhof an der Seite ihres Mannes beerdigt.

## Filmografie
- 1938: Spiel im Sommerwind
- 1938: Yvette
- 1939: Der Florentiner Hut
- 1939: Paradies der Junggesellen
- 1941: Blutsbrüderschaft
- 1942: Meine Freundin Josefine
- 1943: Großstadtmelodie
- 1943: Ein Mann mit Grundsätzen?
- 1949: Derby